# Partido os Verdes de Timor

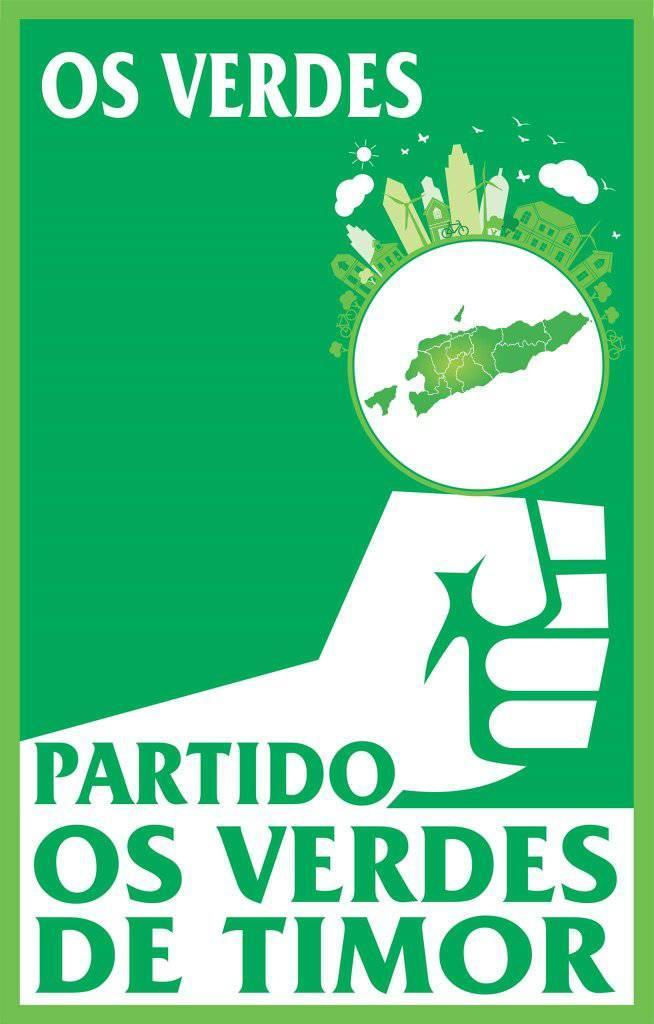
Logo der Grünen Timors

Die Partido os Verdes de Timor PVT (deutsch Partei der Grünen Timors), kurz Os Verdes (deutsch Die Grünen), ist eine Partei in Osttimor.

## Geschichte und Hintergrund
Zweimal scheiterte die Partei beim Versuch sich offiziell beim Tribunal de Recurso de Timor-Leste registrieren zu lassen. Beim ersten Mal im Januar 2021 waren die Kriterien für die Identifizierung der Unterzeichner nicht erfüllt. Beim zweiten Versuch gab es Unregelmäßigkeiten mit den Unterlagen aus vier Gemeinden. Am 21. April 2022 erfolgte schließlich die vorläufige Zulassung durch das Gericht, die offiziell m 26. April veröffentlicht wurde. Am 5. April hatte bereits das Justizministerium Osttimors den Eingang der nötigen 20.000 Unterstützerunterschriften bestätigt.

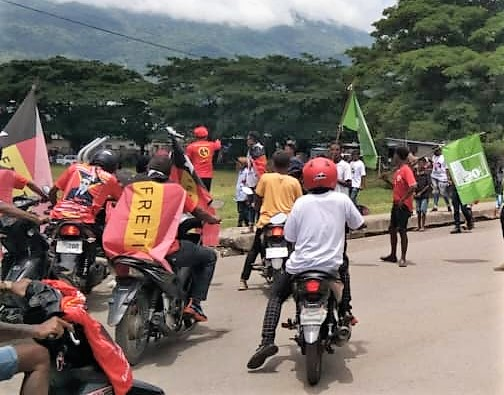
Aktivisten der FRETILIN und der Grünen beim Wahlkampf 2022

Die Partei hat laut Presseangaben ihren stärksten Unterstützer bei den Mitgliedern der Ritual-Arts-Gruppen 7-7, deren Symbole man in vielen Teilen von der Landeshauptstadt Dili findet.
Am 30. Januar 2022 erteilte die Partei ihren Vorsitzenden António Lela Hunu Cruz die Befugnis über einen Kandidaten für die Präsidentschaftswahlen in Osttimor 2022 zu entscheiden. Die Frist zur offiziellen Meldung beim Gericht am 4. Februar verstrich aber. Stattdessen unterstützten die Grünen öffentlich den Amtsinhaber Francisco Guterres von der linksorientierten FRETILIN. Anhänger der Grünen traten als Unterstützer mit ihren Parteiflaggen auf Wahlkampfveranstaltungen auf, zusammen mit Aktivisten. Die Präsidentenwahlen gewann aber José Ramos-Horta.
Bei den Parlamentswahlen in Osttimor 2023 scheiterte die PVT knapp mit 3,63 % (25.106 Stimmen) an der Vier-Prozent-Hürde.

## Politische Inhalte
Die PVT will nach eigenen Angaben eine „widerstandsfähige, integrative und nachhaltige Gesellschaft“. Man wolle die arbeitslose Jugend, die Traditionen, die Behinderten und den Umweltschutz vertreten. Auf Grundlage der 7-7 nennt Präsident Hunu Cruz „rituelle, kulturelle, spirituelle und ererbte Künste Teil von Osttimor“ und als zugehörig zum „Prinzip der 7-7“ und der Partei.

Logo der PSI

Das Logo der Partei mit der geballten Faust leitet sich deutlich vom Logo der Partai Solidaritas Indonesia (PSI) ab.